# Martin + Osa
Martin + Osa (Martin & Osa) är ett klädmärke och detaljistkedja av klädaffärer som utvecklats av American Eagle Outfitters. Butikens namn och idén kommer från Martin och Osa Johnson, ett par från Kansas som rest runt i  Afrika och bland Söderhavsöarna.
Klädmärkets målgrupp är 28 till 40-åringar och har tonvikt på denim. I butikerna återfinns också andra märken som Ray-Ban, Havaianas, Filson, Sperry och Malia Mills.
Den första butiken öppnades i Tysons Corner Center i McLean, Virginia, den 6 september, 2006. 